# Анджела Нанетті
Анджела Нанетті (італ. Angela Nanetti; нар. 8 листопада 1942, Будріо, Італія) — італійська письменниця, автор книжок для дітей та підлітків, перекладених більше ніж на 20 мов. Почесний член Національної спілки письменників і художників Італії.

## Біографія
Анджела Нанетті народилася в Будріо, провінції Болоньї. Закінчила місцеву школу та коледж в Болоньї, навчалася в Болонському університеті за спеціальністю «Середньовічна історія». Переїхала в м. Пескара, де викладала італійську мову в молодшій та середній школі. У 80-х роках співпрацювала з Інститутом Італійської енциклопедії, працювала над мультимедійним проектом для італійських дітей, що проживають за кордоном. Редагувала антологію для підлітків «Послання в пляшці» (Messaggi in bottiglia).
У 1984 році Анджела Нанетті написала свою першу дитячу книгу «Спогади Адальберто» (Le memorie di Adalberto), яка одразу принесла їй популярність. З того часу письменниця постійно співпрацювала з італійським видавництвом «Einaudi Ragazzi». У 1995 році залишила викладання і повністю присвятила себе творчості.
Повість «Мій дідусь був черешнею» (1998) — родинна історія, розказана від імені маленького хлопчика Тоніно — перекладена 23-ма мовами і відзначена літературними преміями Німеччини, Франції та Словаччини. Книжка увійшла до світового каталогу дитячих книжок «Білі круки» (The White Ravens).
У 2003 році була видана повість «Чоловік, який вирощував комети». У 2003 році книжка увійшла до каталогу «Білі круки».

## Нагороди
- 1994 — увійшла до Почесного листа IBBY (Міжнародна рада з дитячої та юнацької книги);
- 1998 — переможець Літературної премії «Fondazione Cassa di Risparmio di Cento» за «Мій дідусь був черешнею»;
- 2003 — номінація «Найкращий автор» Національної премії Андерсена;
- 2004 — номінація на Премію імені Г. К. Андерсена;
- 2005 — Премія міста Будріо (Італія) у День проголошення Республіки;
- 2006 — увійшла до Міжнародної ради з дитячої та юнацької книги;
- 2010 — переможець Літературної премії «Fondazione Cassa di Risparmio di Cento» за «La compagnia della pioggia»;
- 2012, 2013, 2014 — кандидат на Премію імені Астрід Ліндгрен.

## Українські переклади
Нанетті, А. Мій дідусь був черешнею [Текст] / Анджела Нанетті ; пер. з італ. А. Маслюха ; іл. А. Стефурак. — Львів : Видавництво Старого Лева, 2015. — 136 с., іл.
Нанетті, А. Чоловік, який вирощував комети [Текст] / Анджела Нанетті ; пер. з італ. А. Маслюха ; іл. А. Стефурак. — Львів : Видавництво Старого Лева, 2016. — 152 с., іл.
Нанетті, А. Містраль [Текст] / Анджела Нанетті ; пер. з італ. А. Маслюха ; обкл. А. Стефурак. — Львів : Видавництво Старого Лева, 2020. — 232 с.